# Robert Gulya

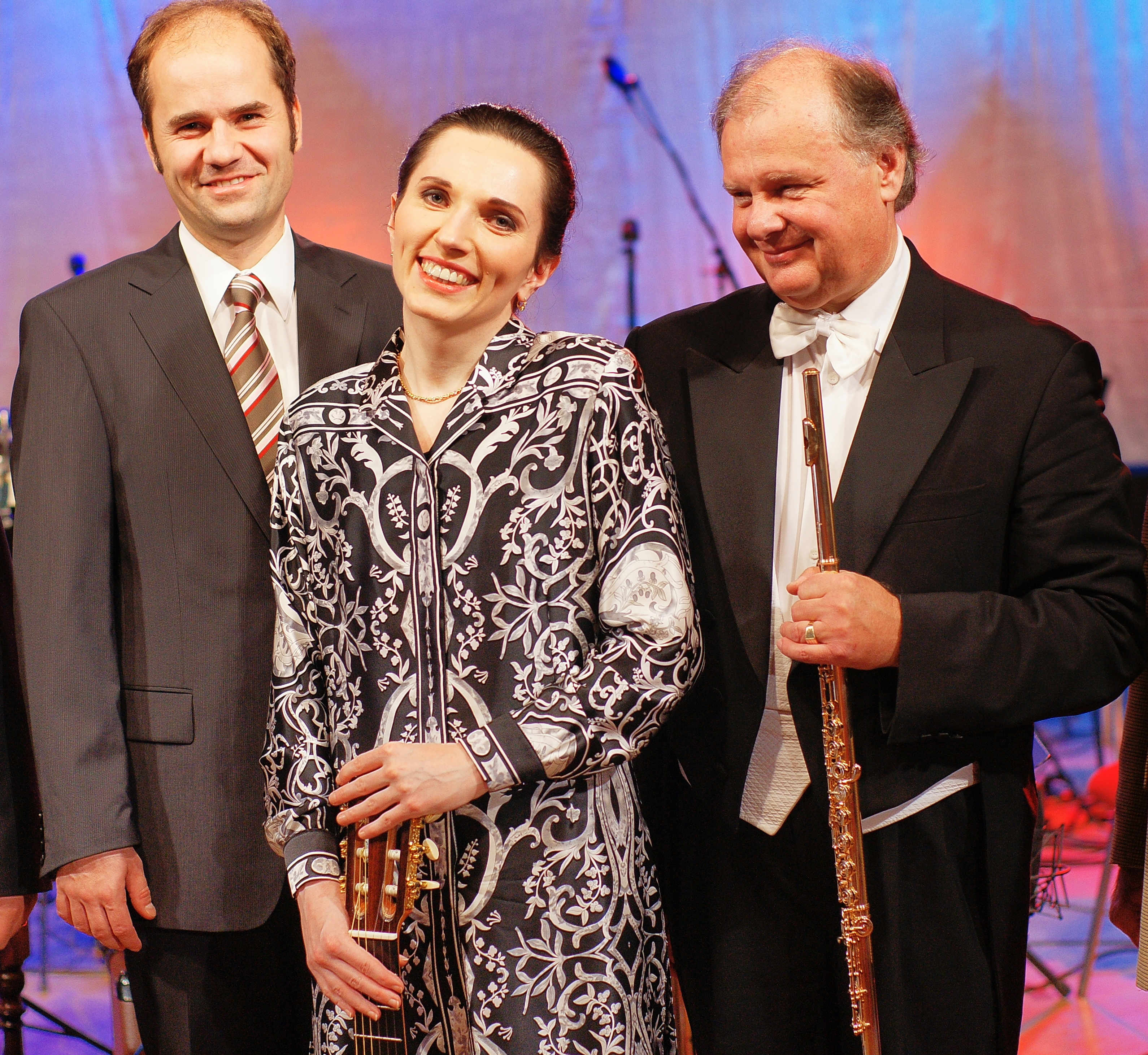
La guitarrista austríaca Johanna Beisteiner con el compositor húngaro Robert Gulya (izquierdo) y el director de orquesta y flautista Béla Drahos (derecho) en Budapest en 2009.

Robert Gulya (n. 10 de noviembre de 1973) es un compositor húngaro. Escribe música académica contemporánea y música cinematográfica.

## Biografía
Robert Gulya estudió en la Academia de Música Ferenc Liszt en Budapest, en la Universidad de Música y Arte Dramático de Viena y en al Universidad de California, sede Los Ángeles. Sus obras son publicadas por Éditions BIM (Suiza). Compuso varias obras para la guitarrista austríaca Johanna Beisteiner, entre ellas un concierto para guitarra y orquesta. Robert Gulya es el dueño de la empresa Interscore LTD.

## Premios
- 2008: AOF Film Festival, USA: Best Score Feature[5] para el largometraje Atom Nine Adventures (USA 2007, dirección: Christopher Farley).
- 1997: Tercero Premio en el Concurso internacional In Memoriam Zoltán Kodály,[6] Budapest (Hungría)
- 1996: Albert Szirmai Premio, (Budapest, Hungría).
- 1995: Primero Premio en el festival internacional International Summer Academy Prague-Vienna-Budapest[7] (Austria).

## Obras (lista incompleta)

### Obras clásicas
- 1995: Burlesca para tuba y piano.
- 1996: Recuerdo de un mundo perdido - una historia de la legendaria Atlántida  para orquesta y coro.
- 1997: Concierto para piano y orquesta No. 1.
- 2000: Baile de hadas/Fairy Dance para guitarra sola.
- 2000: Concierto para tuba y orquesta.
- 2001: La voz de delfín para piano.
- 2005: Humores para quinteto de metales.
- 2006: Capriccio para guitarra y piano.
- 2007: Preludios de firmamento para guitarra sola.
- 2008: El Milonguero y la Musa (Tango), primera versión para guitarra y orquesta de cuerdas (música del videoclip del mismo nombre).
- 2009: Concierto para guitarra y orquesta.
- 2009: El Milonguero y la Musa (Tango), segunda versión para flauta, guitarra y orquesta de cuerdas.
- 2010: Vals para guitarra sola.

### Música cinematográfica
- Truce (USA 2004, dirección: Matthew Marconi).
- The Boy Who Cried (USA 2005, dirección: Matt Levin).
- S.O.S. Love! (HU 2007, dirección: Tamás Sas).
- Atom Nine Adventures (USA 2007, dirección: Christopher Farley).
- 9 and a half dates (HU 2007, dirección: Tamás Sas).
- Themoleris (HU 2007, dirección: Balázs Hatvani).
- Bamboo Shark (USA 2008; dirección: Dennis Ward).
- Outpost (USA 2008; dirección: Dominick Domingo).
- Made in Hungaria (HU 2008, dirección: Gergely Fonyo).
- Illusions (HU 2009, dirección: Zsolt Bernáth).
- Night of Singles (HU 2010, dirección: Tamás Sas).
- Truly Father (HU 2010, dirección: Emil Novák).
- Thelomeris (HU 2011, dirección: Balázs Hatvani).
- Gingerclown (Hu 2013, dirección: Balázs Hatvani).
- Tom Sawyer & Huckleberry Finn (USA 2014, dirección: Jo Kastner).

## Discografía (lista incompleta)

### CD
- 1997: Winners of the First International Composers Competition[8] (Kodály Foundation, CD BR 0156, Budapest, Hungría): disco con el Concierto para piano y orquesta No. 1 de Gulya.
- 2001: Johanna Beisteiner - Dance Fantasy: diso con Baile de hadas/Fairy Dance para guitarra sola de Gulya.
- 2004: Johanna Beisteiner - Between present and past: disco con el Capriccio para guitarra y piano de Gulya.
- 2007: Atom Nine Adventures (Original Motion Picture Soundtrack), Samples
- 2007: S.O.S. Love (Original Motion Picture Soundtrack)[9]

### DVD
- 2010: Johanna Beisteiner - Live in Budapest: DVD de un concierto con el Orquesta Sinfónica de Budapest (director: Béla Drahos) con el estreno mundial del Concierto para guitarra y orquesta y el tango El Milonguero y la Musa de Gulya.

## Samples
- Robert Gulya: Concierto para guitarra y orquesta (primera parte tocado por Johanna Beisteiner y el Orquesta Sinfónica de Budapest (director: Béla Drahos) (Video, GRAMY Records 2010).
- Robert Gulya: Tango El Milonguero y la Musa para flauta, guitarra y orquesta de cuerdas, tocado por Béla Drahos, Johanna Beisteiner y el Orquesta Sinfónica de Budapest (Video, GRAMY Records 2010).